# Kotovsk
Pour la ville d'Ukraine, voir Kotovsk (Ukraine).
Kotovsk (en russe : Котовск) est une ville de l'oblast de Tambov, en Russie. Sa population s'élevait à 28 955 habitants en 2020.

## Géographie
Kotovsk est arrosée par la rivière Tsna et se trouve à 15 km au sud de Tambov et à 436 km au sud-est de Moscou.

## Histoire
L'origine de la ville remonte à la construction, avant la Première Guerre mondiale, d'une usine de poudre à canon, qui fut mise en service en 1912. Ce fut d'abord un simple quartier de Tambov appelé Porokhovoï Zavod (Порохово́й Заво́д), c'est-à-dire « usine de poudre à canon ». En 1930, ce quartier fut érigé en commune urbaine nommée Krasny Boïevik (Кра́сный Боеви́к), littéralement « combattant rouge »). En 1940, elle accéda au statut de ville et fut renommée Kotovsk, en hommage à Grigori Kotovski (1881–1925) qui avait écrasé en 1921 la révolte de Tambov des paysans affamés de la région contre les réquisitions des bolchéviks.

## Population
La situation démographique de Kotovsk s'est détériorée à partir des années 1990. En 2001, elle accusait un solde naturel fortement négatif (–9,9 pour mille), avec un faible taux de natalité (8,5 pour mille) et un taux de mortalité très élevé (18,4 pour mille).
Recensements ou estimations de la population
| 1916  | 1939*  | 1959*  | 1970*  | 1979*  | 1989*  |
| ----- | ------ | ------ | ------ | ------ | ------ |
| 8 000 | 16 986 | 25 511 | 33 347 | 37 848 | 38 510 |

| 2002*  | 2006   | 2010*  | 2012   | 2013   | 2014   |
| ------ | ------ | ------ | ------ | ------ | ------ |
| 34 054 | 32 955 | 31 850 | 31 611 | 31 406 | 31 220 |

| 2015   | 2016   | 2017   | 2018   | 2019   | 2020   |
| ------ | ------ | ------ | ------ | ------ | ------ |
| 31 136 | 30 718 | 30 353 | 29 999 | 29 377 | 28 955 |